# سیارک ۵۸۶۷۲
سیارک ۵۸۶۷۲ (به انگلیسی: 58672 Remigio، نامگذاری:1997YT8) پنجاه و هشت هزار و ششصد و هفتاد و دومین سیارک کشف شده‌است که در ۲۸ دسامبر ۱۹۹۷ کشف شد.